# Euwegambiet
Het Euwegambiet is in de opening van een schaakpartij een variant in de Dame-Indische opening met de beginzetten 1.d4 Pf6 2.c4 e6 3.Pf3 b6 4.g3 Lb7 5.Lg2 Le7 6.0-0 0-0 7.d5
De opening valt onder ECO-code E17, de klassieke variant van het Dame-Indisch, en het is door de Nederlandse schaker Max Euwe geanalyseerd. Het gambiet is ingedeeld bij de halfgesloten spelen.